# Cherub

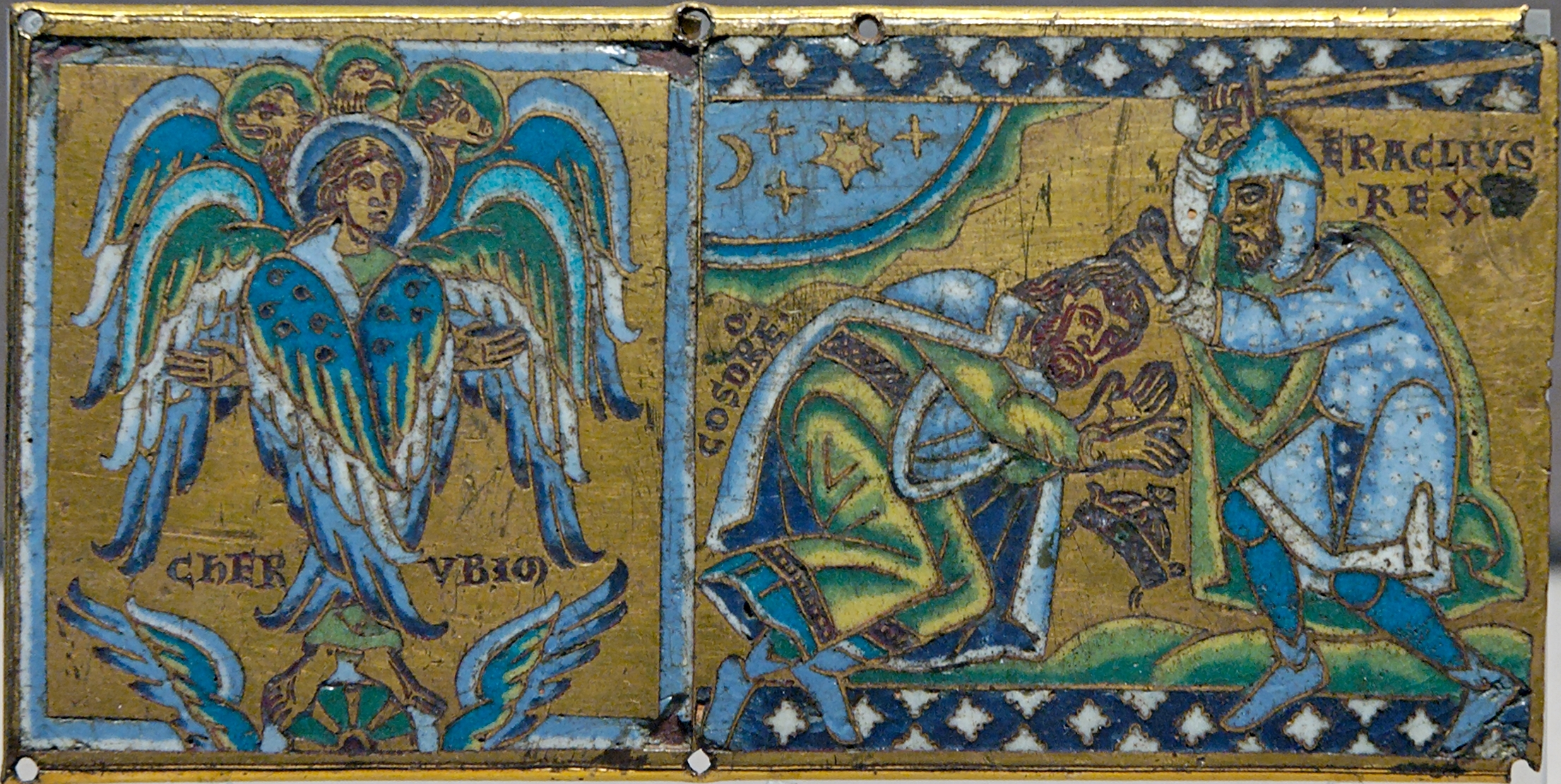
Cherub (z lewej). Z prawej Herakliusz i król sasanidzki. Emaliowana plakietka, XII wiek, Luwr

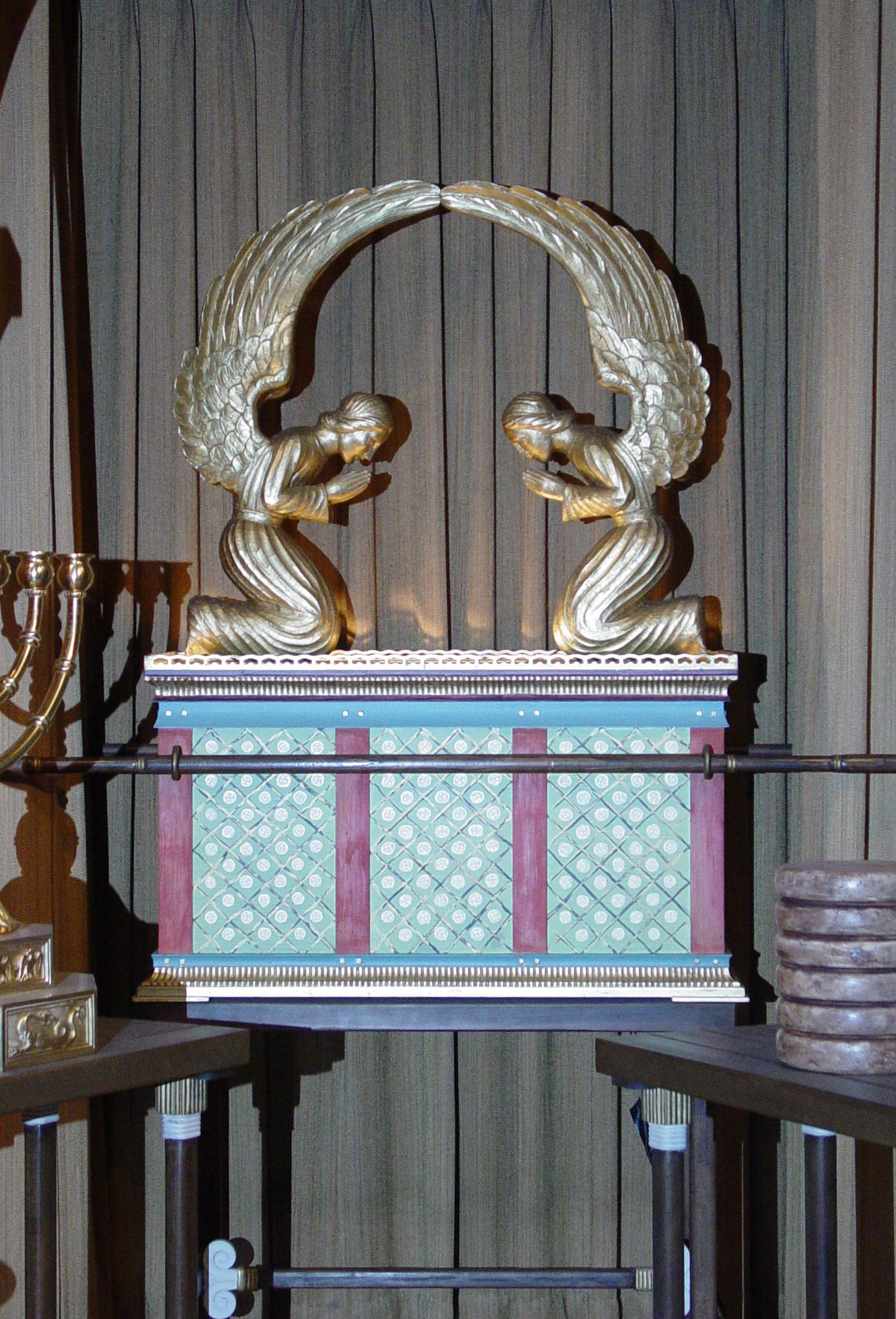
Replika Arki Przymierza z dwoma cherubami

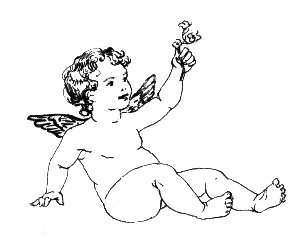
Putto, nazywany potocznie m.in. cherubem, aniołkiem, cherubinkiem, cherbinem, amorkiem

Cherub lub cherubin (l.mn. cheruby, cherubini, cherubiny, cherubinowie; hebr. l.p. כְּרוּב kərūv, l.mn. כְּרוּבִים krūvîm od akadyjskiego karābu – błogosławieństwo, modlitwa, poświęcenie) – według wierzeń, potężna nadprzyrodzona istota, stojąca bardzo wysoko w hierarchii bytów, znajdująca się często w bezpośredniej bliskości Boga. Mylona często z uskrzydlonymi puttami pojawiającymi się w dziełach sztuki nowożytnej.

## Etymologia
Etymologia hebrajskiego słowa kêrûb jest niepewna, ale wydają się prawdopodobne związki z akadyjskim słowem kâribu, oznaczającym istotę ujmującą się za człowiekiem i go strzegącą. Istotami pokrewnymi dla cherubów są serafy.

## Wygląd cheruba
Opis cheruba w Biblii ogranicza się do wskazania posiadania przez niego twarzy i skrzydeł. Istnieją przypuszczenia, że wyobrażano cheruby jako uskrzydlone młode osoby obojga płci (jak na malowidłach egipskich), skrzydlate mezopotamskie byki, które umieszczano przy wejściach do świątyń, lub jako sfinksy o ciele lwa ze skrzydłami i ludzką twarzą. Za ostatnim przypuszczeniem opowiadają się liczne znaleziska archeologiczne z epoki brązu i żelaza z terenów Palestyny.

## Cherub w tradycji
W Księdze Rodzaju (Rdz 3,24) cherub strzegł dojścia do Drzewa Życia. W Księdze Wyjścia (Wj 25,18–22) dwa wizerunki cherubów były umieszczone po obu stronach przebłagalni nad Arką Przymierza. Posągi cherubów osłaniały Arkę skrzydłami rozpostartymi ponad jej wiekiem. Analogiczny sposób przedstawiania istot nadprzyrodzonych pojawiał się równocześnie na kananejskich płaskorzeźbach z kości słoniowej, odkrytych w Megiddo (ok. 1200 rok p.n.e.) oraz na sarkofagu Ahirama z Fenicji (ok. 1000 rok p.n.e.).
Motyw cherubów wykorzystywano w dekoracjach, jak np. wzmiankowana w 2 Księdze Kronik (2 Krn 3,14) zasłona czy płaskorzeźby w Świątyni Jerozolimskiej (1 Krl 6–7). Prawdopodobnie symbolika ta była odwołaniem do ogrodu w Edenie, gdzie cheruby strzegły drzewa życia, przedstawianego zwykle jako palma daktylowa. W Księdze Ezechiela (Ez 1,5–14) prorok widział przy rydwanie Boga – według większości badaczy Pisma Świętego – czterech cherubów.
W mitologiach perskiej i greckiej cherubowi odpowiadał gryf. Funkcja jednych i drugich polegała na przekazywaniu wiadomości wyższym bóstwom. Motyw gryfa bliskowschodniego został przyjęty przez kulturę zachodnią. Pierwotnie nieprzychylna człowiekowi istota w mitologiach kręgu śródziemnomorskiego uległa ewolucji. Gryfa poświęcono Apollinowi i uznawano za strażnika wina u Dionizosa. Jego wyobrażenia zaś pojawiały się w sztuce greckiej, rzymskiej i sakralnej bizantyjskiej.
Tradycja chrześcijańska zalicza cheruby do aniołów. Według wczesnej tradycji hebrajskiej nie każda nadprzyrodzona istota była aniołem. Sama Biblia bowiem nigdzie nie mówi o cherubach jako o istotach zaliczających się do kategorii „aniołowie”. To utożsamienie jest znacznie późniejsze (obecne np. w pismach Pseudo-Dionizego Areopagity) i wynika prawdopodobnie z chęci swoistego uporządkowania świata istot nadprzyrodzonych i oddania ich pod władzę jednego Boga. Określenie anioł (hebr. mal'ach, posłaniec) było zarezerwowane dla istot przekazujących ludziom Boże przesłania, więc nie każda nadprzyrodzona istota była aniołem-posłańcem. Zgodnie z tradycją Izraela Bóg zarządzał kosmosem przy pomocy orszaku niebiańskich pomocników. Członkowie tej rady Bożej uchodzili za synów Boga i gwiazdy poranne (por. Hi 1,6; 38,7), bogów (por. Ps 82) lub wojsko niebieskie (Ne 9,6; Ap 1,20). W ramach hierarchii niebiańskiej byli oni namiestnikami i zarządcami Boga (por. Pwt 32,8). Politeistyczni sąsiedzi Izraela traktowali istoty tego rodzaju jako część panteonu, natomiast Biblia opisuje je jako istoty stworzone, nie dające się w żaden sposób porównać z Bogiem. Dopiero późniejsza tradycja zidentyfikowała wszystkie te nadprzyrodzone istoty jako anioły (chóry lub sfery anielskie) bez względu na to, czy rzeczywiście pełnią one funkcję posłańców czy nie.